# Breitenbrunn (powiat Unterallgäu)
Breitenbrunn – miejscowość i gmina w Niemczech, w kraju związkowym Bawaria, w rejencji Szwabia, w regionie Donau-Iller, w powiecie Unterallgäu, wchodzi w skład wspólnoty administracyjnej Pfaffenhausen. Leży w Szwabii, około 12 km na północny zachód od Mindelheimu, przy drodze B16 i linii kolejowej Günzburg - Mindelheim.

## Demografia
| Rok  | Liczba mieszk. |
| ---- | -------------- |
| 1970 | 2 262          |
| 1987 | 2 081          |
| 2000 | 2 330          |

## Polityka
Wójtem gminy jest Alfons Biber, rada gminy składa się z 14 osób.
|      | Höhenberg Breitenbrunn | WG Bedernau | WG Loppenhausen | Razem |
| 2008 | 5                      | 4           | 5               | 14    |
| 2002 | 6                      | 4           | 4               | 14    |